# 刘伟庆
刘伟庆（1964年4月—2020年6月3日），江苏武进人，中国土木工程专家，南京工业大学原副校长，土木建筑学科群首席教授。主要从事结构抗震与减振控制、新型复合材料等方面的研究。

## 生平
1964年4月（一说1964年5月）生于江苏。1985年本科毕业于南京建筑工程学院工业与民用建筑专业，1988年获东南大学结构工程专业硕士学位，分配至南京建筑工程学院任教。1992年获任讲师，1994年晋升副教授。1995年5月在东南大学结构工程专业获博士学位。1998年晋升教授。1999年6月，任南京建筑工程学院院长助理。2001年9月，任南京工业大学校长助理。2004年8月至2018年10月，任南京工业大学副校长。2010年4月被东南大学聘为博士生导师。曾任江苏省土木工程与防灾减灾重点实验室主任，江苏省绿色建筑工程技术研究中心主任。兼任中国岩石力学与工程学会工程安全与防护分会副理事长，中国建筑学会抗震防灾分会、中国振动工程学会结构减振控制分会常务理事，中国地震学会地震工程专业委员会委员。2013年5月当选中国土木工程学会教育工作委员会江苏分会主任委员。2020年6月3日6时12分在南京逝世。

## 出版物
- 沈健; 马振基; 刘伟庆 (编). . 中国建筑工业出版社. 2011. ISBN 9787112136704.
- 刘伟庆 (编). . 中国建设教育协会继续教育委员会推荐培训教材. 中国电力出版社. 2011. ISBN 9787512309470.
- 帕克; 安布罗斯. . 简化设计丛书. 由刘伟庆; 欧谨翻译. 中国水利水电出版社. 2008. ISBN 9787508453651.
- 刘伟庆; 凌祥; 张大长 (编). . 知识产权出版社. 2007. ISBN 9787801980472.
- 刘伟庆; 李爱群; 吴胜兴 (编). . 知识产权出版社. 2003. ISBN 9787800119132.
- 贝伦·加西亚 (编). . 由刘伟庆; 欧谨翻译. 中国水利水电出版社. 2002. ISBN 9787508406121.
- 刘伟庆等 (编).  第1版. 东南大学出版社. 1998.
- 刘伟庆等 (编).  第1版. 武汉工业大学出版社. 1991.